# العمل من أجل التغيير
العمل من أجل التغيير كان حزبا سياسيا في موريتانيا. قاد الحزب مسعود ولد بلخير، وقام بحملة من أجل حقوق أكبر للحراطين والسكان السود في موريتانيا. تم حظر الحزب في يناير 2002. 

## التاريخ

### التاريخ الانتخابي
وكانت أول انتخابات خاضها الحزب هي الانتخابات البرلمانية لعام 1996، وجاء الحزب في المرتبة الثالثة بنسبة 5.3٪ من الأصوات ومقعد واحد في البرلمان.
كما واصل الحزب خوض الانتخابات البرلمانية لعام 2001، وحصل على 5.5٪ من الأصوات الشعبية و4 مقاعد من أصل 81 مقعدًا.

### الحل
تم حظر الحزب في يناير / كانون الثاني 2002 بعد اتهامات للحكومة بأن الحزب يهدد الوحدة الوطنية الموريتانية ويهدد علاقات موريتانيا مع السنغال. واتهم وزير الاتصال شيخ ولد علي الحزب بالعنصرية والعنف. سُمح للحزب بالاحتفاظ بمقاعده البرلمانية الأربعة. 
ونفى مسعود ولد بلخير، زعيم الحزب بشدة المزاعم الموجهة ضد الحزب، وادعى أنه تم حظر الحزب بدلاً من ذلك كجزء من حملة قمع المعارضة من قبل الحكومة، وأيضاً بسبب المكاسب الانتخابية الأخيرة للأحزاب. 